# MURASAKI (蒼井翔太の曲)
「MURASAKI」（むらさき）は、蒼井翔太の4枚目のシングル。2015年9月2日にb-greenから発売された。

## 概要
- はじめての和風曲。
- 表題曲「MURASAKI」は、2015年11月より東京・大阪にて公演の、かぐや姫を大胆にアレンジした主演舞台「PRINCE KAGUYA」テーマソング。

## 収録内容
CD収録曲
1. MURASAKI
  - 作詞：RUCCA、作曲：上松範康（Elements Garden）、編曲：藤田淳平（Elements Garden）
  - 舞台「PRINCE KAGUYA」テーマソング
2. 哀唄
  - 作詞・作曲：蒼井翔太、編曲：藤間仁（Elements Garden）
3. MURASAKI（off vocal）
4. 哀唄（off vocal）

限定Aのみ
1. 「MURASAKI」PV＆making

限定Bのみ
1. 蒼井翔太2ndライブ『UNLIMITED』映像収録（約134分）

## 収録アルバム
- S（#1）